# Bradley Center
BMO Harris Bradley Center er en sportsarena i Milwaukee i Wisconsin, USA, der er hjemmebane for NBA-holdet Milwaukee Bucks. Arenaen har plads til ca. 19.000 tilskuere, og blev indviet 1. oktober 1988.